# Istituto europeo per l'uguaglianza di genere
L'Istituto europeo per l'uguaglianza di genere (EIGE) è un'agenzia dell'Unione europea con sede a Vilnius, che ha iniziato la sua attività nel 2007. Compito dell'istituto è promuovere la parità tra i sessi e combattere le discriminazioni di genere.

## Organizzazione
L'EIGE è gestito da un consiglio di amministrazione, composto da 18 rappresentanti degli Stati membri scelti a rotazione e da un rappresentante della Commissione europea. Inoltre l'EIGE è supportato da un gruppo di esperti sull'eguaglianza di genere, che funge da organo consultivo. Vengono coinvolti anche cittadini ed organizzazioni della società civile oltre al Parlamento europeo e la Commissione europea.